# Tecnam P2002 Sierra

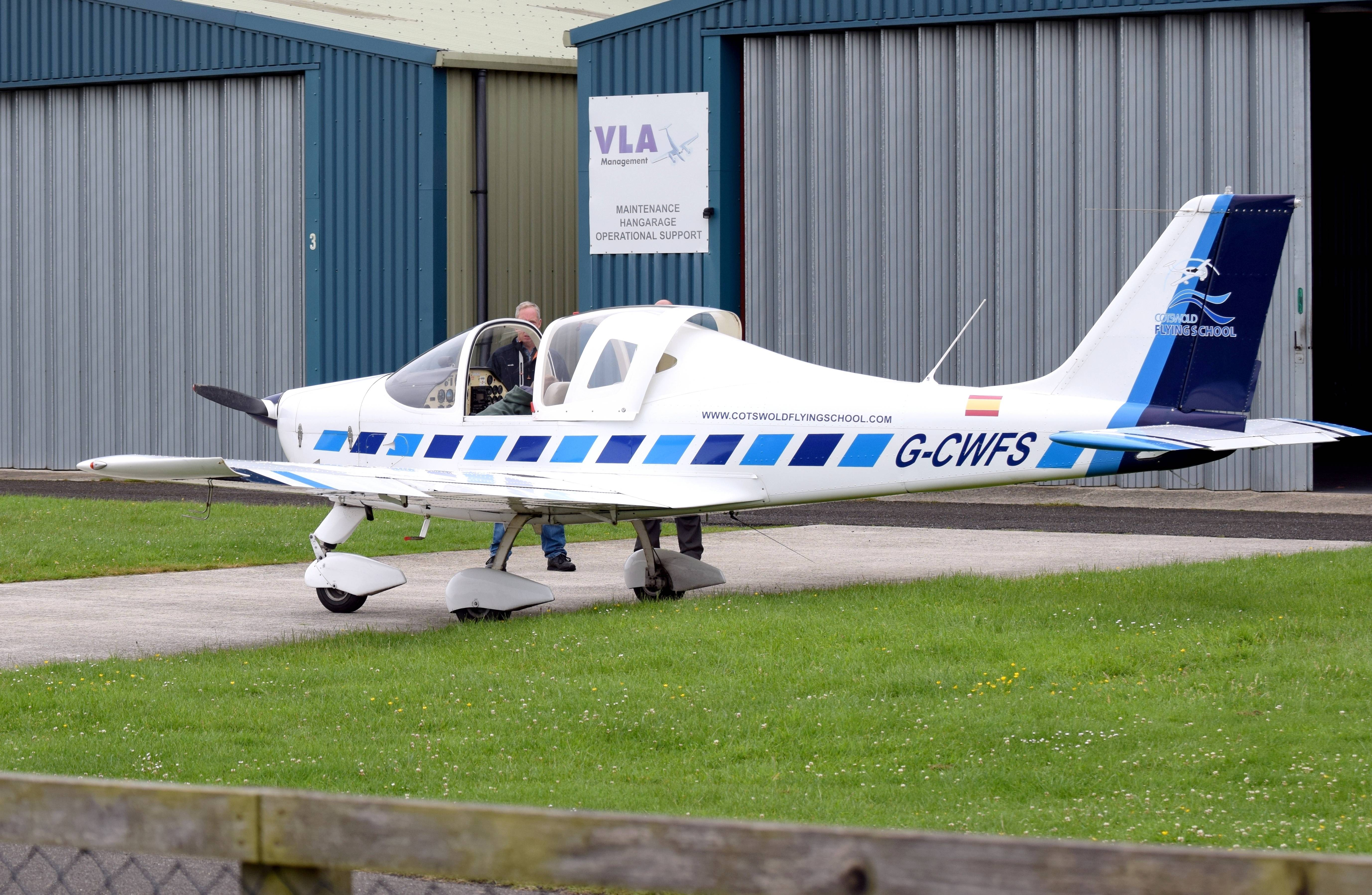
Tecnam Sierra en el Aeropuerto de Cotswold

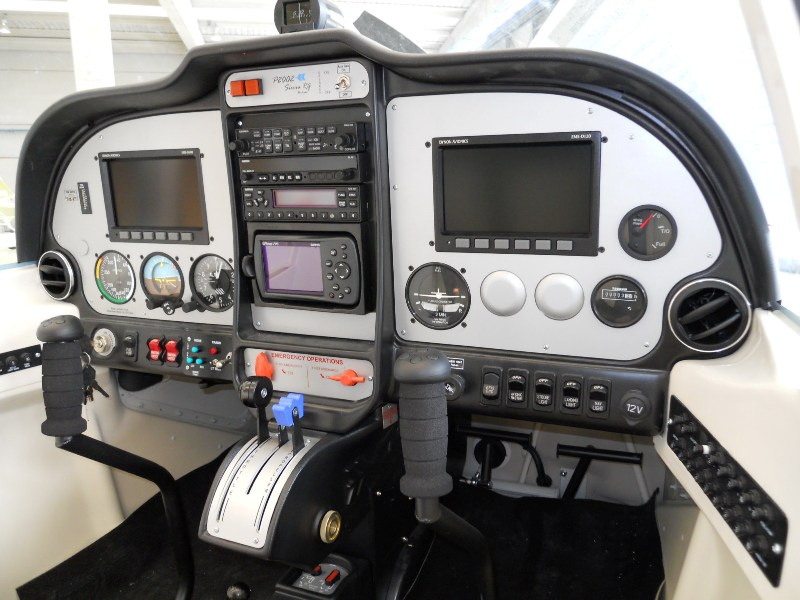
Cabina del Tecnam Sierra

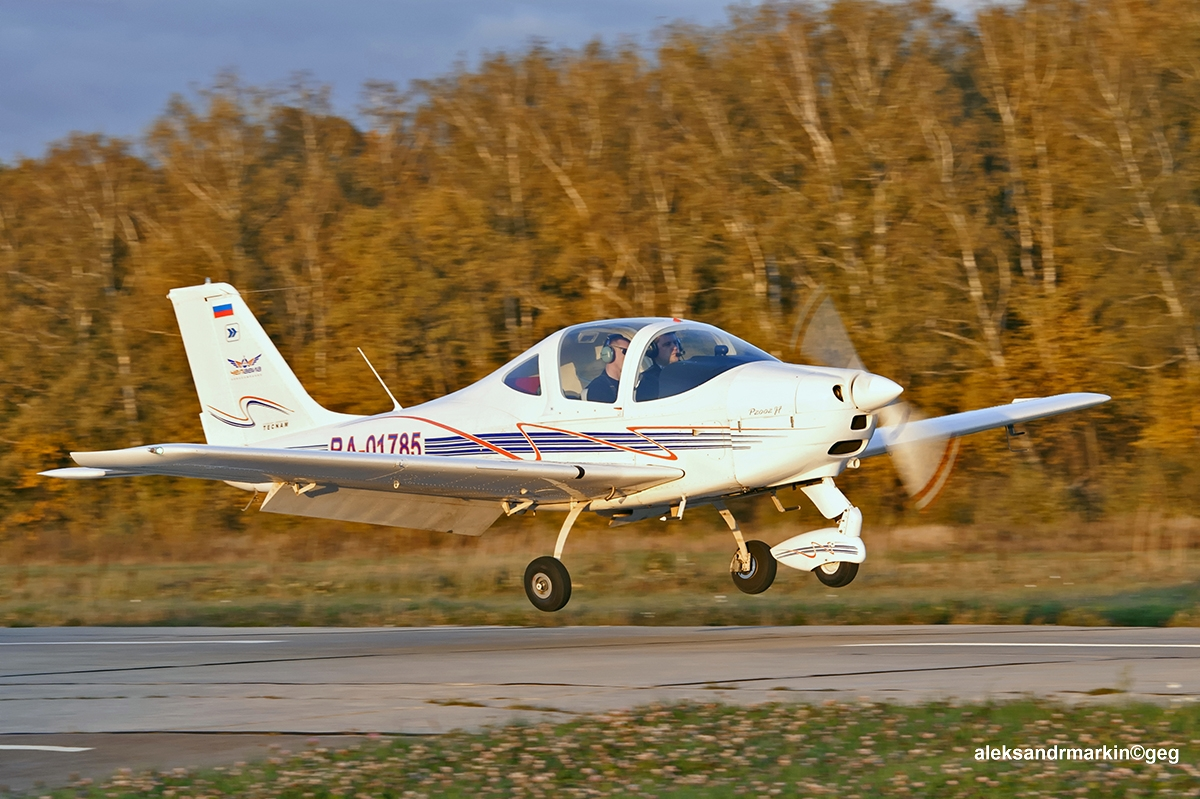
Tecnam Sierra aterrizando

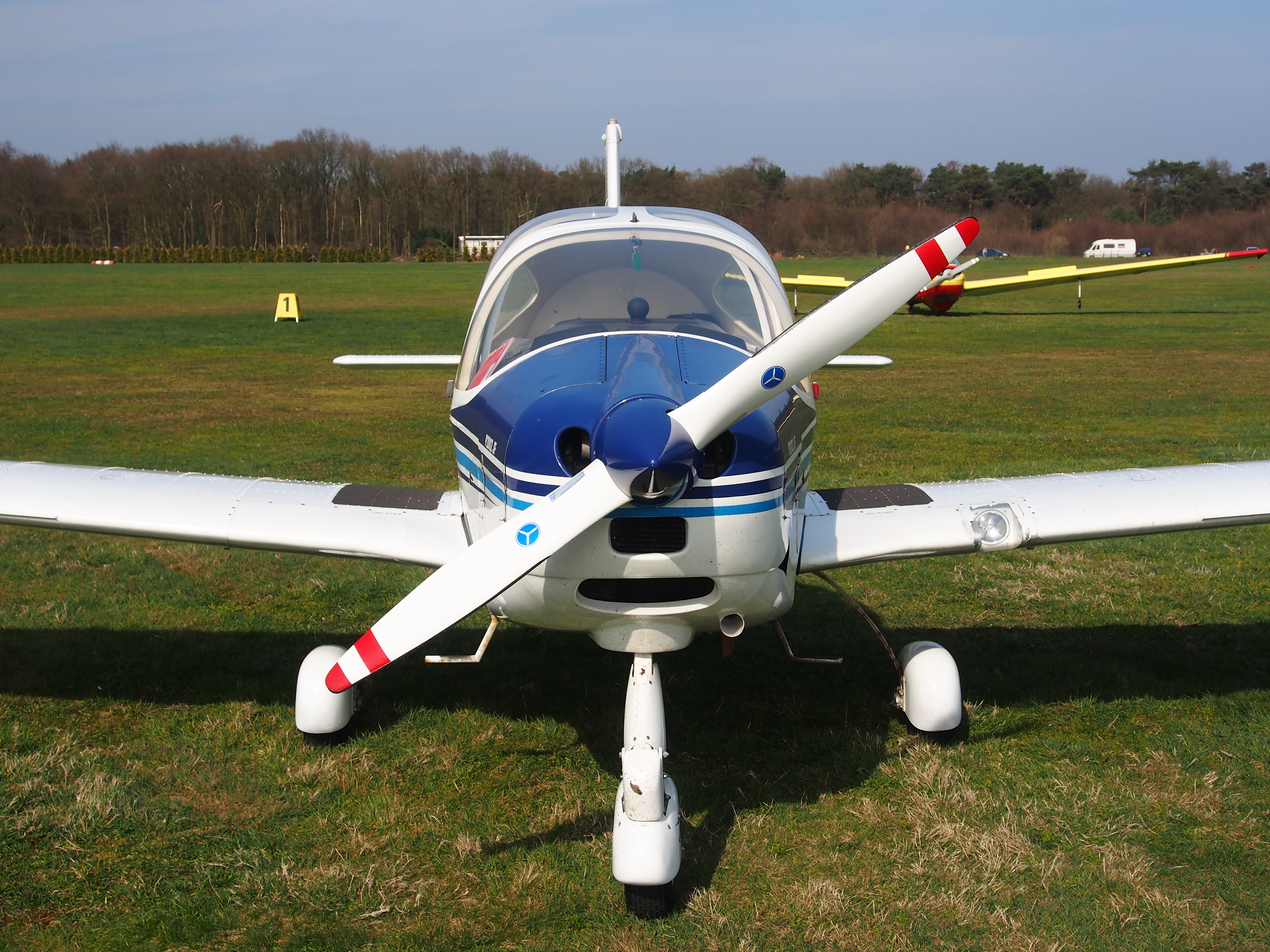
Tecnam Sierra en el Aeródrom Hilversum

El Tecnam P2002 Sierra es un avión ligero monoplano de ala baja construido por Tecnam. Está clasificado en Estados Unidos como Light sport aircraft, mientras que en Europa es considerado avión ultraligero en todas sus versiones salvo la Turbo.

## Diseño
El avión está construido en su mayoría de aluminio, lo que le da mayor ligereza, la sección del cono de cola está construida en un monocasco de aluminio sobre acero; las alas están fijadas fuertemente a la cabina a través de aluminio grado 2024-T3, la cubierta superior de la cabina solo se puede abrir durante un vuelo siempre y cuando este sea menor a 70 nudos, dicha cubierta tiene completa protección antivuelco.
Las patas del tren de aterrizaje están hechas de acero, por su diseño no requieren mucho mantenimiento, utiliza un sistema de amortiguación de caucho de fácil mantenimiento y las ruedas y frenos utilizados en esta aeronave son de las mismas medidas que usan otras aeronaves de tamaño convencional (5.00x5).
Los asientos son ajustables y aumentan de altura a medida que se mueven hacia delante, cuenta con un área de equipaje de fácil acceso que permite cargar 20 kg, el panel de instrumentos es totalmente electrónico.
Los capós inferior y superior se extraen fácilmente para dar un mantenimiento más eficaz y sencillo al motor. Todas las versiones a excepción de la turbo cuentan con un motor Rotax 912 ULS de 98 HP.

## Versiones
P2002 JF 
Modelo con tren de aterrizaje fijo, fue certificado por la Agencia Europea de Seguridad Aérea, existe una versión con controles manuales para pilotos con discapacidad.
 P2002 JR 
Con tren de aterrizaje retráctil hidráulicamente.
 P2002 Sierra RG 
Con tren de aterrizaje retráctil neumáticamente accionado por un generador eléctrico.
 P2002 Sierra Turbo 
Versión con hélice de paso variable, filtros de aire y aceite y refrigeración de agua y aceite.

## Especificaciones

### P2002 Sierra
Generales
- Tripulación: 1
- Capacidad de pasajeros: 1 (asiento al lado del asiento del piloto)
- Longitud: 6.65 m (21.8 ft)
- Envergadura: 8.6 m (28.2 ft)
- Altura: 2.43 m (8 ft)
- Anchura de cabina: 1.11 m (3.6 ft)
- Superficie alar: 11.5 m²
- Peso en vacío: 331 kg[cita requerida]
- Peso máximo al despegue: 600 kg (1320 lb)
- Carga útil: 250 kg (551 lb)
- Equipaje máximo: 20 kg (44 lb)
- Planta motriz: 1 × Rotax 912ULS2 100 HP o 1 × Rotax 912UL2 115 HP
- Diámetro de hélice: 1.6 m (5.25 ft)

Rendimiento
- Velocidad a nunca exceder: KCAS  250 Km hora KIAS 256 km/h.
- Velocidad estructural máxima de crucero: KCAS 196 km/h KIAS 204 km/h
- Velocidad de maniobra: KCAS 170.38 km/h KIAS 177.79 km/h
- Velocidad de entrada en pérdida (flaps 0°): KCAS 76 km/h  KIAS 65 km/h
- Distancia de despegue: 200 m (656 ft)
- Distancia de aterrizaje 200 m (656 ft)
- Régimen de ascenso: 1200 ft/min (6.1 m/s)
- Alcance: 636 nm (1178 km)
- Techo de vuelo: 4572 m (15 000 ft)

## Usuarios
- España

- Escuela de aviación EASBCN

- Argentina

- Fuerza Aérea Argentina

- Grecia

- Finlandia

- Colombia

- Escuela de aviación Flying